# Dra. Molly Warmflash
Dra. Molly Warmflash é uma personagem do filme 007 O Mundo não é o Bastante, décimo-nono da franquia cinematográfica do espião britânico James Bond, criado por Ian Fleming. Mais uma das bond girls de nomes divertidos, excêntricos ou de duplo sentido (warmflash em português:quente e rápida), foi criada pelos roteiristas do filme, seguindo o estilo do criador de 007 em suas novelas.

## Característica
Ainda sedutora e atraente numa idade madura, Warmflash é a chefe do departamento médico do escritório do MI-6 na Escócia. Depois de seduzida por Bond ela o libera para trabalho de campo, mesmo após o agente ser ferido numa explosão.

## Filme
Após uma explosão nos escritórios do MI-6 em Londres, o centro do serviço de inteligência britânico é transferido para um castelo na Escócia. Machucado no ombro durante o atentado, Bond é enviado por M para avaliação médica da doutora antes de poder retornar à lista de agentes ativos.
Hesitante no começo em conceder o aval liberatório a 007 e queixando-se de que em ocasião anterior similar o espião deixou de manter contato com ela - o que sugere um caso antigo - Warmflash acaba seduzida por Bond e faz amor com ele em seu consultório, depois enviando a M um relatório considerando-o apto para serviço ativo, comentando nele que Bond é um homem que possui "uma estamina excepcional", que ao ser lido por M, provoca um sorriso debochado da eterna apaixonada secretária da chefe, Miss Moneypenny.
Mais tarde, Warmflash volta a aparecer fazendo um relatório médico sobre Renard, o vilão do filme, à direção do MI-6, explicando que a bala que o terrorista tem dentro da cabeça, e que afeta seus sistemas nervoso e nevrálgico, cedo ou tarde irá matá-lo, mas até lá ele irá se fortalecendo mais e mais, a ponto de não sentir mais dor no corpo.